# Febre del dissabte nit
Febre del dissabte nit (títol original en anglès Saturday Night Fever) és una pel·lícula estatunidenca de John Badham del 1977 i doblada al català.

## Argument
Tony Manero, un jove novaiorquès d'origen italià de 19 anys, intenta fer divertida la seva avorrida existència a Brooklyn gràcies als seus talents de ballarí anant cada dissabte a la tarda a una discoteca on és el rei de la festa.
La pel·lícula va ser un dels principals eixos de la difusió internacional de la música i de la moda disco, sent-ne John Travolta el símbol. De la banda original de la pel·lícula, composta de cançons dels Bee Gees es van vendre 20 milions d'exemplars per tot el món, un rècord que no va ser superat fins 6 anys més tard per l'àlbum Thriller de Michael Jackson.

## Repartiment
- John Travolta: Tony Manero
- Karen Lynn Gorney: Stephanie Mangano
- Barry Miller: Bobby C.
- Joseph Cali: Joey
- Paul Pape: Double J.
- Donna Pescow: Annette
- Bruce Ornstein: Gus
- Julie Bovasso: Flo Manero
- Martin Shakar: Frank Manero Jr
- Sam Coppola: Fusco
- Nina Hansen: l'àvia
- Lisa Peluso: Linda
- Denny Dillon: Doreen
- Bert Michaels: Pete
- Robert Costanzo: client botiga de pintura
- Fran Drescher: Connie

## Banda original
| Núm. | Títol                                                                                 | Artista/Banda            | Durada |
| ---- | ------------------------------------------------------------------------------------- | ------------------------ | ------ |
| 1.   | «Stayin' Alive»                                                                       | Bee Gees                 | 4:45   |
| 2.   | «How Deep Is Your Love»                                                               | Bee Gees                 | 4:05   |
| 3.   | «Night Fever»                                                                         | Bee Gees                 | 3:33   |
| 4.   | «More Than a Woman»                                                                   | Bee Gees                 | 3:17   |
| 5.   | «If I Can't Have You»                                                                 | Yvonne Elliman           | 3:00   |
| 6.   | «Symphonie No 5» (de Beethoven)                                                       | Walter Murphy            | 3:03   |
| 7.   | «More Than a Woman»                                                                   | Tavares                  | 3:17   |
| 8.   | «Manhattan Skyline»                                                                   | David Shire              | 4:44   |
| 9.   | «Calypso Breakdown» (no apareix a la pel·lícula)                                      | Ralph MacDonald          | 7:50   |
| 10.  | «Night on Disco Mountain» (versió disco d'Una nit a la Muntanya Pelada de Mússorgski) | David Shire              | 5:12   |
| 11.  | «Open Sesame»                                                                         | Kool & the Gang          | 4:01   |
| 12.  | «Jive Talkin» (no apareix a la pel·lícula)                                            | Bee Gees                 | 3:43   |
| 13.  | «You Should Be Dancing»                                                               | Bee Gees                 | 4:14   |
| 14.  | «Boogie Shoes»                                                                        | KC and the Sunshine Band | 2:17   |
| 15.  | «Salsation»                                                                           | David Shire              | 3:50   |
| 16.  | «K-Jee»                                                                               | MFSB                     | 4:13   |
| 17.  | «Disco Inferno»                                                                       | The Trammps              | 10:51  |

## Premis i nominacions

### Nominacions
- 1978: Oscar al millor actor per John Travolta[3]
- 1978: Globus d'Or a la millor pel·lícula musical o còmica
- 1978: Globus d'Or al millor actor musical o còmic per John Travolta
- 1978: Globus d'Or a la millor banda sonora original pels Bee Gees
- 1978: Globus d'Or a la millor cançó original pels Bee Gees amb "How Deep Is Your Love"
- 1979: BAFTA a la millor música pels Bee Gees
- 1979: BAFTA al millor so per Michael Colgan, Les Lazarowitz, John Wilkinson, Robert W. Glass Jr. i John T. Reitz

## Al voltant de la pel·lícula
- Es pot veure la germana de John Travolta (la dona a la pizza) així com la seva mare (la dona per qui agafa la pintura).
- El rodatge va haver de ser interromput algun temps per la mort de Diana Hyland, la companya de John Travolta en aquell temps.
- El personatge Tony Manero té a la seva cambra un cartell de la pel·lícula Rocky (John G. Avildsen, 1976), Sylvester Stallone va realitzar la continuació de Febre del dissabte nit el 1983 amb el títol de Staying Alive.
- Tony Manero té també un cartell de Bruce Lee, de Farrah Fawcett, d'Al Pacino i de Lynda Carter a Wonder Woman.
- La discoteca que Tony visita cada dissabte a la tarda es diu 2001 Odyssey, un homenatge evident a la pel·lícula 2001: una odissea de l'espai de Stanley Kubrick.